# TheBus
TheBus（ザ・バス）は、オアフ・トランジット・サービシズ（Oʻahu Transit Services, Inc.）社が運営するアメリカ合衆国ハワイ州、ホノルル市の公営バス。

## 概要

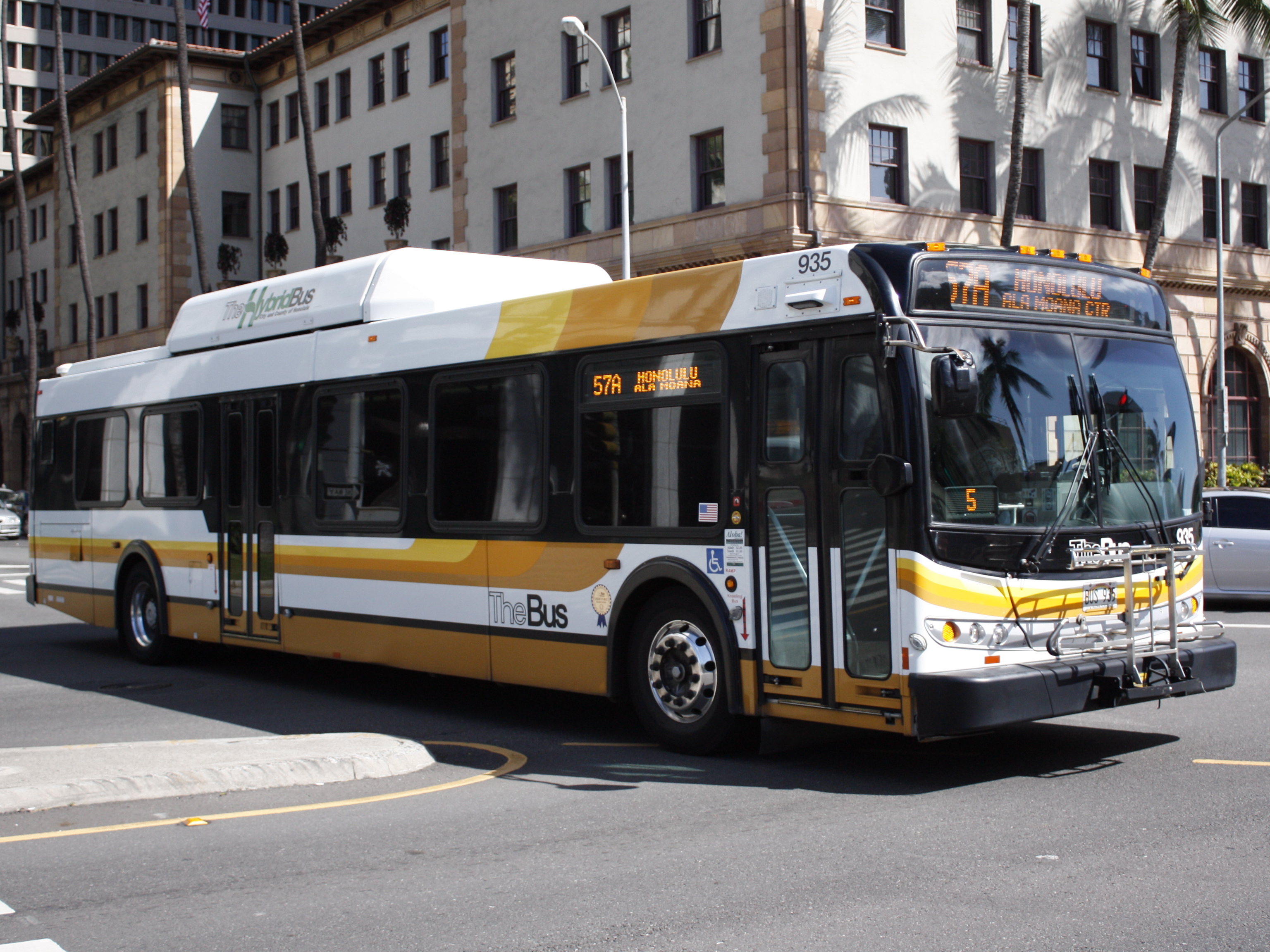
標準塗装が施されたハイブリッドバス

1970年9月にフランク・F・ファシ市長によって「マス・トランジット・ラインズ（Mass Transit Lines、MTL）」として設立され、1971年3月に「TheBus」に改称された。
1994年-1995年と2000年-2001年の2回に渡り、アメリカ合衆国公共交通協会（the American Public Transportation Association）によって、「America's Best Transit System」のタイトルを受けた。
現在は「オアフ・トランジット・サービシズ（Oʻahu Transit Services, Inc.）」社が、オアフ島内の107路線、約4200のバス停を531台のバス、約900人の運転手で運行している。1日の平均乗降客数は約22万人、年間の乗降客数は7170万人である。
また、環境対策として2006年にはハイブリッドバスを導入し、2009年末時点では約50台が運行されているほか、一部の路線では連節バスの運行も行っている。

## 運行

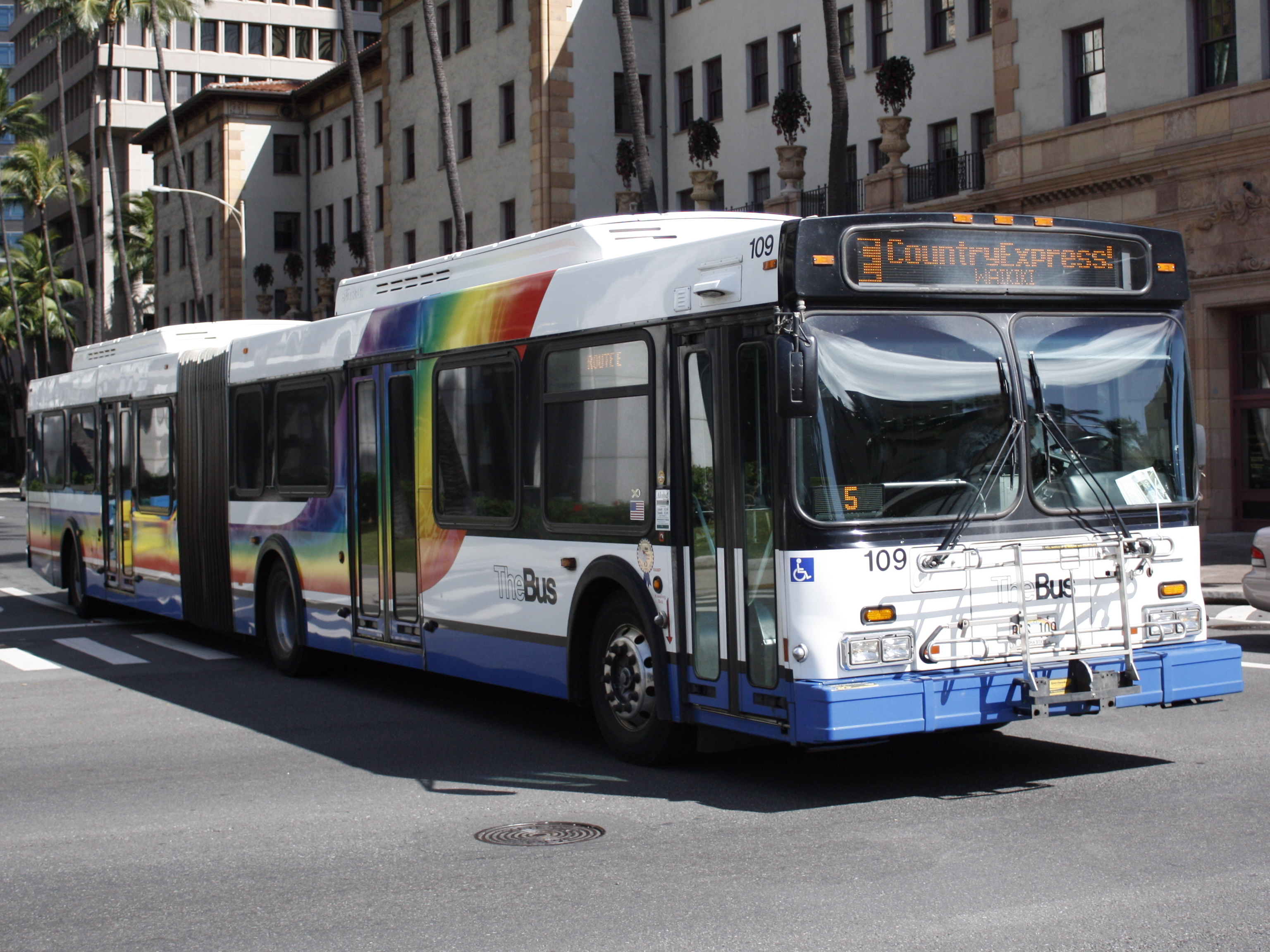
連節バス「New Flyer」

2010年1月現在、ホノルル市を中心にオアフ島内の8か所のハブと4200の停留所を107路線で結んでいる。
オアフ島内には鉄道による公共交通がごく一部しか整備されていない上、TheBusは安価で運転間隔が短いこと、ワイキキやパールハーバー、ダイアモンド・ヘッドなどの観光地にも路線を持つほか、アラモアナセンターなどの観光拠点を経由したオアフ島周遊路線が運行されていることもあり、地元住人の日常の移動だけでなく観光目的にも利用されている。

### 運賃

#### 普通運賃
（2022年7月現在。通貨はいずれもアメリカドル）
- 大人：3ドル
- 子供：1ドル50セント（6歳―17歳、保護者に伴われた座席を必要としない5歳以下は無料）

2017年10月1日付けで、以前は2時間以内の乗り換えに利用できたトランスファーは廃止され、代わりに深夜12:00am〜翌日02:59amまでの27時間利用可能な1-day Pass（5.50ドル）が提供されている。1-day Passはバス乗車時に料金箱に運賃を入れる前に、パス購入をドライバーに申し出る必要がある。
2021年より、交通系ICカードの「HOLOカード」が導入され、HOLOカードで乗車した場合、1日（7ドル50セント）、一ヶ月（80ドル）あたりの上限運賃が適用される。ICカード導入に伴い、従来の紙の乗車券は廃止された。

#### 各種割引
身体障害者割引（有効なDisability Identification (ID) Cardを所持している人）や高齢者割引（65歳以上でTheBus Senior Cardを持っているか、有効なU.S. Medicare cardを所持している人）、「U-Pass」と呼ばれる学生割引などがある他、年間パス（770ドル）と月間パス（70ドル）の定期券がある。

### 特徴

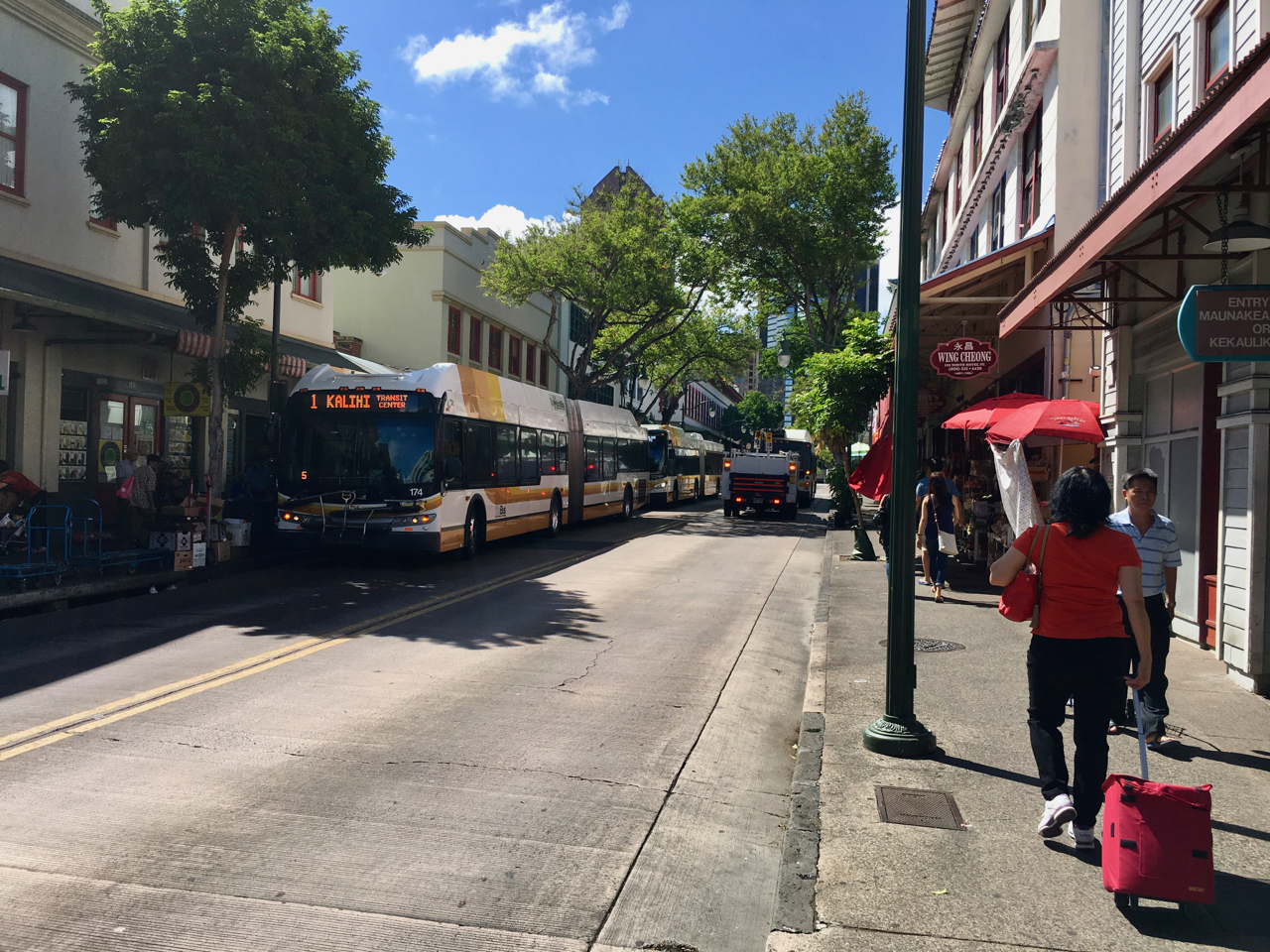
ホノルルの中華街でのThe Busの1系統、カリヒトランジットセンター行きの174号車。

- 停留所は電柱などの柱に黄色の看板で”The Bus"と書かれている。 停留所に個別の名前が命名されておらず、時刻表もついていない。ルート番号だけが表記されているが、表記されていないバス停も数多くある。
- 自転車の持ち込みが可能である（バス前部のラックに収納）。ただし、乗車前に自転車から外れそうなものは外さないといけない。
- 手荷物は座席下、もしくは膝上に載せられる大きさまでのみ持ち込み可能（ホノルル国際空港へ乗り入れるバスも同様）。
- 車内は禁煙。飲食も不可。
- 金曜日に限り、アロハシャツなどのハワイアンな柄であれば、運転手は私服のシャツの着用が許可されている[1]。
- 停留所での車内放送では、アロハの挨拶が入っている。
- 次の停留所の案内がバス内前方にLED表示されるバスもあれば、音声のみのバスもある。案内ではバス停のある通り（ストリート、アヴェニュー）、最寄りの施設が表示（または放送）される。
- 次のバス停で降車したい時は窓に沿って設置されているワイヤーを引っ張る事で、「STOP Requested」と放送され、降車することができる。
- 全般的に日本のバスよりも与えられる情報が少ないため、よく事前に調べてから乗車する必要がある。また、運転手に行き先を告げれば、最寄りのバス停で下ろしてくれる。